# Józef Baranowski (architekt)

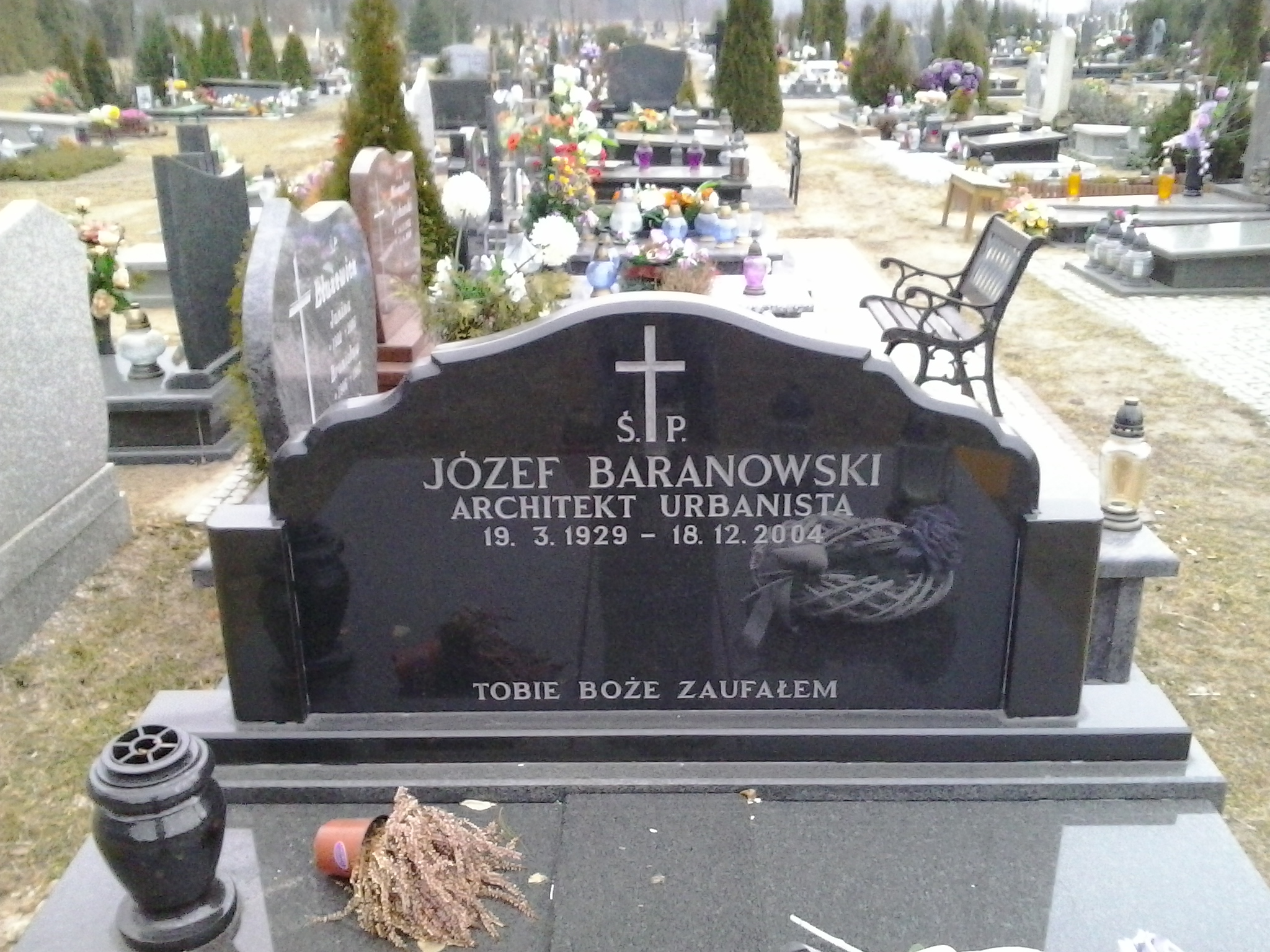
Nagrobek Józefa Baranowskiego na Cmentarzu Parafii Matki Bożej Pocieszenia w Poznaniu

Józef Baranowski (ur. 19 marca 1929 w Poznaniu, zm. 18 grudnia 2004) – polski architekt i urbanista.

## Życiorys
W 1956 ukończył studia na Wydziale Architektury Politechniki Wrocławskiej. W latach 1961–1964 oraz 1970-1972 członek zarządu poznańskiego oddziału Towarzystwa Urbanistów Polskich.
W 1961 w konkursie na rozwiązanie komunikacji południowej części Poznania otrzymał wyróżnienie równorzędne w zespole z Władysławem Czarneckim, Włodzimierzem Coftą, Henrykiem Sufrydem oraz Świętosławem Tarakiewiczem. W 1977 wziął udział wraz z Henryką Zielińską oraz Zbigniewem Horałą w konkursie na opracowanie koncepcji ukształtowania zabudowy osiedla mieszkaniowego Helenki w Śremie - za co otrzymali wyróżnienie II stopnia. 
Członek poznańskich oddziałów Towarzystwa Urbanistów Polskich i Stowarzyszenia Architektów Polskich.
Pochowany na cmentarzu parafii Matki Bożej Pocieszenia w Poznaniu.